# Spencer Papa
Spencer Papa (ur. 22 października 1995 w Newport Beach) – amerykański tenisista.

## Kariera tenisowa
W 2017 roku zadebiutował w imprezie wielkoszlemowej podczas turnieju US Open w grze podwójnej. Startując w parze z Williamem Blumbergiem odpadł w pierwszej rundzie.
W rankingu gry pojedynczej najwyżej był na 858. miejscu (27 października 2014), a w klasyfikacji gry podwójnej na 1435. pozycji (2 marca 2020).